# .22 CB
Les cartouches .22 Flobert (appelées en Europe 6 mm Flobert), sont les premières cartouches à percussion annulaire au monde, conçues et produites en 1845 pour le pistolet à percussion Flobert. Ces cartouches n'utilisent pas de poudre à canon, mais sont propulsées par du fulminate de mercure. Cette cartouche est également à l'origine de la création de pistolets utilisant une capsule de fulminate comme amorce et un plomb comme projectile. Les cartouches Flobert de 6 mm, en raison de leur faible teneur en détonant, atteignent des vitesses comprises entre 210 et 220 m/s, soit à peu près celle d'une carabine à air comprimé de calibre moyen de 5,5 mm, mais comme le poids du projectile est plus important, ces cartouches produisent une énergie d'impact comprise entre 27 et 46 J, soit l'équivalent d'une carabine à air comprimé de forte puissance.
En général, les cartouches Flobert de 6 mm peuvent être désignées par le millimétrage 5.6 x 7 mm, mais il y a deux exceptions, le Flobert Bosquette de 6 mm et le Flobert National de 6 mm, dont la désignation métrique décimale est 5.85 x 7 mm. Ces deux dernières ont plus de fulminate et une balle légèrement plus lourde, produisant ainsi plus de vitesse et d'énergie d'impact. La National a un poids de 2,2 g et une vitesse de 240 m/s, ce qui produit une énergie d'impact de plus de 63 Joules, tandis que la Bosquette a un poids de 2,1 g et une vitesse de 245 m/s, ce qui produit 64 Joules d'énergie d'impact.
Actuellement, les cartouches Flobert 6 mm et .22 Court sont rarement utilisées. Dans des pays comme le Mexique, le système de capsule avec projectile est plus couramment utilisé. Ce système consiste simplement à placer un diabolo ou un piquet de plomb devant une capsule d'amorce (qui n'est autre qu'une douille de cartouche .22 Court, coupée et fermée en forme de fleur, remplie de fulminate de mercure à la place de la poudre à canon). Les deux sont fixées, puis un percuteur frappe le rebord de la capsule de fulminate, ce qui produit une détonation beaucoup plus faible que celle produite par une cartouche de .22 Court. Au Mexique, deux entreprises se consacrent à la fabrication d'armes dotées de ce système, Productos Mendoza et Industrias Cabañas, chacune ayant son propre percuteur et son propre système d'extraction. Ce type de système est généralement à un coup, et seuls les plombs de calibre .22 ou les plombs BB sont utilisés avec des capsules fulminantes ou des ébauches de calibre 4,5 mm.
Elles ne sont actuellement fabriquées qu'en Europe en tant qu'« armes de jardin », car elles ne contiennent pas de poudre à canon et leur effet est plus proche de celui des pistolets à air comprimé.